# Solar Impulse
Solar Impulse – szwajcarski samolot eksperymentalny napędzany energią słoneczną.

## Historia
Autorem pomysłu budowy samolotu napędzanego tylko energią słoneczną, jest szwajcarski psychiatra, Bertrand Piccard, który wraz z Brianem Jonesem okrążył Ziemię w 1999 roku na pokładzie balonu Breitling Orbiter. W 2001 roku obaj piloci udali się do Stanów Zjednoczonych, gdzie zapoznali się z najnowszymi technologiami wykorzystywania energii słonecznej. Po powrocie do Europy, Piccard zainteresował swoim pomysłem Politechnikę w Lozannie, którą poprosił o wykonanie projektu aparatu napędzanego energią słońca. 28 listopada 2003 roku oficjalnie rozpoczęto program Solar Impulse Project, którego celem była budowa tego typu maszyny. 29 czerwca 2004 roku powołano do życia spółkę Solar Impulse, jej założycielami zostali Bertrand Piccard, Brian Jones, Luiggino Torrigiani oraz szwajcarski pilot i przedsiębiorca André Borschberg. Ten ostatni został również osobą odpowiedzialną za zarządzanie całością projektu. W prace projektowe nad nowym samolotem włączały się kolejne instytucje. Politechnika w Lozannie zajęła się opracowywaniem struktur i materiałów potrzebnych do budowy płatowca, Europejska Agencja Kosmiczna podjęła badania nad ogniwami słonecznymi, inżynierowie z Dassault Aviation konsultowali projekt samego płatowca. Pieniądze przekazane na rzecz projektu przez belgijski Solvay pozwoliły na rozpoczęcie prac konstruktorskich. W kolejnych latach wśród darczyńców wspierających finansowo całe przedsięwzięcie znalazły się między innymi Deutsche Bank, Omega, Schindler, Bayer MaterialScience, Altran, Swisscom. W listopadzie 2007 roku zaprezentowano ostateczny projekt samolotu. Cechą charakterystyczną nowej maszyny była bardzo duża rozpiętość skrzydeł, wynosząca 63 metry (rozpiętość skrzydeł Boeinga 747 waha się w zależności od wersji w granicach od 60 do 70 metrów). W 2008 roku specjaliści z politechniki i Dassault Aviation zbudowali symulator umożliwiający zapoznanie się z techniką lotu samolotu. W tym samym roku rozpoczęto również budowę samolotu. Gotową maszynę po raz pierwszy zaprezentowano w czerwcu 2009 roku na lotnisku w Dübendorf.

## Loty
3 grudnia 2009 roku samolot wykonał krótki, 400 metrowy przelot testowy na wysokości około 1 metra nad płytą lotniska. 7 kwietnia 2010 roku Solar Impulse (zarejestrowany w Szwajcarii ze znakami HB-SIA) wzbił się do swojego kolejnego lotu z lotniska w Payerne. Tym razem maszyna osiągnęła pułap rzędu 1000–1200 metrów, a cały przelot trwał 87 minut. Za sterami samolotu siedział Markus Scherdel. Pięć miesięcy później, z 7 na 8 lipca, samolot wystartował do kolejnego lotu mającego na celu sprawdzenie, czy maszyna napędzana tylko energią słoneczną może również latać w nocy. Za sterami samolotu usiadł André Borschberg, który spędził w powietrzu 26 godzin. Samolot wzniósł się na maksymalną wysokość 8720 metrów, leciał ze średnią prędkością wynoszącą 38,2 km/h (maksymalnie uzyskując prędkość 125,9 km/h) i udowodnił, że całodobowe przeloty maszyn napędzanych energią słoneczna są możliwe. Solar Impulse w swoim locie ustanowił dwa rekordy świata, czasu trwania lotu i uzyskanej wysokości przez maszyny zasilane energia słoneczną. 13 maja 2011 roku Solar Impulse po raz pierwszy wykonał lot międzynarodowy lecąc do Brukseli.

## Solar Impulse 2
W 2011 roku rozpoczęto prace nad konstrukcją kolejnego egzemplarza samolotu napędzanego energia słoneczną, o znakach rejestracyjnych HB-SIB. Nowa maszyna miała mieć możliwość wykonywania lotów transoceanicznych, rozpiętość skrzydeł samolotu rzędu 80 metrów, ciśnieniową kabinę umożliwiającą wykonywanie lotów na wysokości 12000 metrów oraz nową awionikę.

## Konstrukcja
Solar Impulse jest jednoosobowym, wolnonośnym górnopłatem napędzanym czterema silnikami elektrycznymi każde z dwułopatowym śmigłem o średnicy 3,5 m i akumulatorami litowo-polimerowymi. Maszyna zbudowana jest z materiałów kompozytowych zapewniających odpowiednią sztywność konstrukcji a jednocześnie nie powodując znacznego przyrostu masy samolotu. Na skrzydłach i stateczniku pionowym zamontowano 11 628 monokrystalicznych ogniw słonecznych, których łączna masa wynosi 400 kg. Zapewnia to średnio 250 W energii dostarczanej przez słońce na metr kwadratowy.